# 聖霍爾赫 (聖米格爾省)
聖霍爾赫（西班牙語：San Jorge），是薩爾瓦多的城鎮，位於該國東部，由聖米格爾省負責管轄，面積37.72平方公里，海拔高度449米，2007年人口9,115，人口密度每平方公里241.65人。
13°41′N 88°23′W / 13.683°N 88.383°W